# ティラナ大学
ティラナ大学 (Universiteti i Tiranës) は、アルバニア首都ティラナにある大学である。1957年10月に5つの高等機関が合併してティラナ国立大学 (Universiteti Shtetëror i Tiranës)  として設立、1985年から1991年までは、当時の独裁者エンヴェル・ホッジャに因んで、ティラナ・エンヴェル・ホッジャ大学 (Universiteti i Tiranës "Enver Hoxha") と呼ばれていた。 
設立当初あった工学部は、1991年にティラナ理工科大学 に分割され、現在は8つの学部がある。
- 学生数： 14,000人以上
- 教職員数： 600人以上
- 学長： Shezai Rrokaj (2003年就任)

## 組織
- 医学部
  - 医学科
  - 歯学
  - 薬学
- 社会科学部
  - 哲学-社会学
  - 心理学
  - 社会福祉学
- 自然科学部
  - 数学
  - 物理学
  - 化学
  - 生物学
  - 情報科学
  - 薬理学
- 歴史学・文献学部
  - 歴史学
  - 地理学
  - アルバニア語
  - アルバニア文学
  - ジャーナリズム

- 法学部
- 経済科学部
  - 金融-会計学
  - 経済学
  - 企業経営学
  - マーケティング, 観光学
- 外国語学部
  - 英語
  - フランス語
  - イタリア語
  - スペイン語
  - ドイツ語
  - トルコ語
  - ロシア語
  - 中国語
  - バルカン諸国語
- 身体教育学部

## 主な出身者
- ネジミエ・ホッジャ
- サリ・ベリシャ
- バイラム・ベガイ